# Paradrina pinkeri
Paradrina pinkeri là một loài bướm đêm trong họ Noctuidae.